# 461. pehotni polk (Wehrmacht)
461. pehotni polk (izvirno nemško Infanterie-Regiment 461) je bil eden izmed pehotnih polkov v sestavi redne nemške kopenske vojske med drugo svetovno vojno.

## Zgodovina
Polk je bil ustanovljen 26. avgusta 1939 kot polk 4. vala z reorganizacijo nadomestnih bataljonov 28. pehotne divizije in bil dodeljen 252. pehotni diviziji.
4. oktobra 1940 je bil iz sestave odvzet III. bataljon, ki je bil dodeljen 446. pehotnemu polku; bataljon je bil nadomeščen z drugim. 
15. oktobra 1942 je bil polk preimenovan v 461. grenadirski polk.